# Fredrik Malmsjö
Johan Fredrik Malmsjö, född 9 januari 1851 i Ystads Sankta Maria församling, Malmöhus län, död 15 februari 1929 i Hedvig Eleonora församling, Stockholms stad, var en svensk konstnär och operasångare (basbaryton).

## Biografi
Malmsjö studerade vid Konstakademien från 1870 men övergick till sångstudier och var i olika perioder 1876–1901 engagerad vid Kungliga Teatern i Stockholm. Han framträdde bland annat som Scherasmin i Oberon, Leartes i Mignon, Kark och Ulf i Den bergtagna, Ruggiero i Judinnan, Valentin i Faust och Papageno i Trollflöjten.
Han är gravsatt vid Norra krematoriet på Norra begravningsplatsen utanför Stockholm.